# Michael Bass (Physiker)
Michael Bass (* 24. Oktober 1939 in New York City) ist ein US-amerikanischer Physiker, der sich mit Laserphysik, speziell Festkörperlasern, befasst.
Bass studierte an der Carnegie Mellon University mit dem Bachelor-Abschluss 1960 und an der University of Michigan mit dem Master-Abschluss 1962 und der Promotion in Physik 1964. Danach war er bis 1966 Acting Assistant Professor an der University of California, Berkeley, war 1966 bis 1973 bei Raytheon und 1973 zunächst Associate Director und dann Direktor des Center for Laser Studies der University of Southern California. Zusätzlich war er dort ab 1981 Professor für Elektrotechnik und 1984 bis 1989 Vorstand der Fakultät für Laserphysik. Ab 1993 war er Professor an der University of Central Florida (College of Optics and Photonics, CREOL).
Er befasst sich mit der Entwicklung von optisch gepumpten Hochleistungs-Festkörperlasern, Halbleiterlasern für das optische Pumpen und deren Kühlung, Bragg-Gitter für Festkörperlaser-Resonatoren und Faserlasern. Außerdem entwickelte er neuartige Glasfasern, die zur Lichtemission angeregt werden können, zum Beispiel bei neuartigen Bildschirmtechnologien.
Er ist Fellow der Optical Society of America, der American Association for the Advancement of Science und der IEEE sowie der IEEE Photonics Society. 2014 erhielt er den R. W. Wood Prize.

## Schriften
- mit Walter Koechner: Solid state lasers, Springer Verlag 2003
- Herausgeber: Laser materials processing, North Holland 1983
- Herausgeber: Laser Handbook, Band 5, North Holland 1985

Er ist Herausgeber des Handbook of Optics (5 Bände, McGraw Hill in Zusammenarbeit mit der Optical Society of America) – mit Eric Van Stryland und anderen – und des Fiber Optics Handbook (McGraw Hill 2002).